# قائمة معالم الحاجب
هذه قائمة معالم مصنفة من طرف وزارة الثقافة المغربية في مدينة الحاجب. 

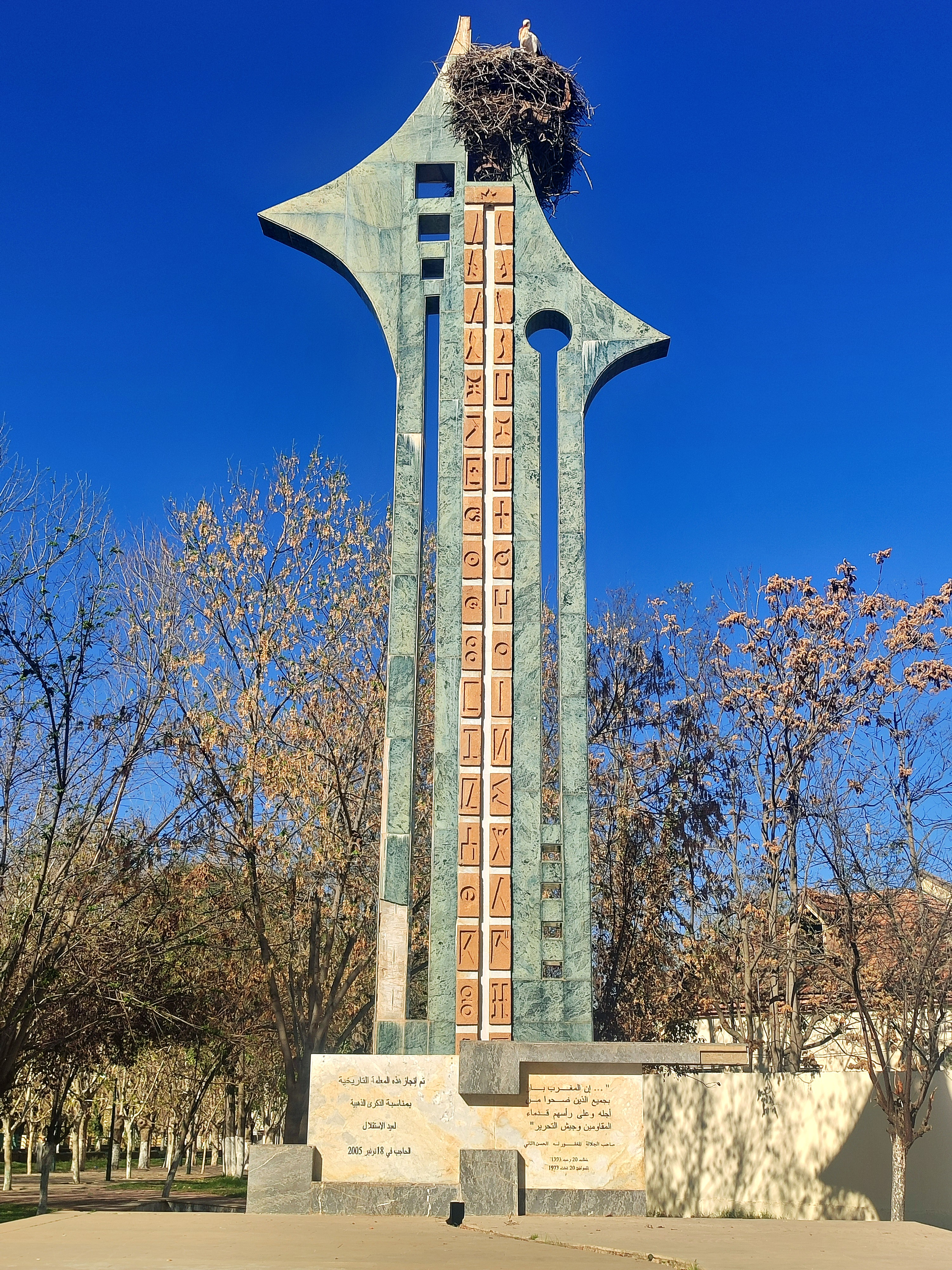
صرح معماري يرمز لمدينة الحاجب المغربية أسس سنة 2005

تقع المدينة على ارتفاع 1200 متر، في الجزء الجنوبي لهضبة سايس في بداية جبال الأطلس المتوسط في منطقة أمازيغية عرفت تاريخيا كمجال لقبائل بني مطير وآيت يوسي وبني مكيلد وكروان.
يتميز إقليم الحاجب بنشاط زراعي ورعوي مهم إضافة إلى استغلال الغابات وتعتبر الحاجب مركزا تجاريا لتسويق جزء من المنتجات الفلاحية والحيوانية والغابوية.
يرجع تاريخ المدينة إلى العصر الموحدي (القرن 12) حيث عرفت بتسمية جامع الحمام وكانت عبارة عن قصبة عسكرية بالغة الأهمية بحكم موقعها الجغرافي الاستراتيجي في طريق القوافل المتجهة أو القادمة من تافيلالت.
فقد الموقع أهميته ابتداء من القرن 15، حيث تعرض للتخريب، وقد أتى ذكره في رحلة الحسن الوزان الذي وجده عبارة عن أطلال وأسوار دون تواجد بشري.
أعيد بناء القصبة في عهد الحسن الأول، سنة 1880 كمركز مراقبة للطريق السلطانية الرابطة بين مكناس وتافيلالت، وأيضا لصد هجمات قبائل المنطقة (بني مطير وكروان) ضد مكناس[6]. وهي القصبة التي شكلت النواة الأولى لمركز حضري بهذه المنطقة.[7]
تشتهر مدينة الحاجب بلغة يلبسها الرجال تتسم بانعدام الزركشة سوى بعض النقاط باللونين الأخضر والأحمر وعددها قليل 5 أو 7، كما تلبسها النساء تسمي الشربيل إذ تتميز بزركشة ورسم أوراق الشجر عليها.
السكان

بلغة مغربية أمازيغية

بلغ عدد سكانها 34.516 نسمة حسب الإحصاء العام لسنة 2014، يتوزعون على 8.633 أسرة. اللغات الرائجة في المنطقة هي العربية المغربية والأمازيغية بنسبة. 

## منتزه عين ذهيبة
هي عين مائية بمدينة الحاجب تمت تهيئتها لتصبح منتزها حضريا سياحيا ومتنفسا لساكنة المدينة، تم تشييد هذا المنتزهر على مساحة 5 هكتارات، ويتوفر على مسارات للمشي وفضاء للرياضة، وأماكن للتنزه، وألعاب للأطفال، ومرافق صحية، وموقف للسيارات.

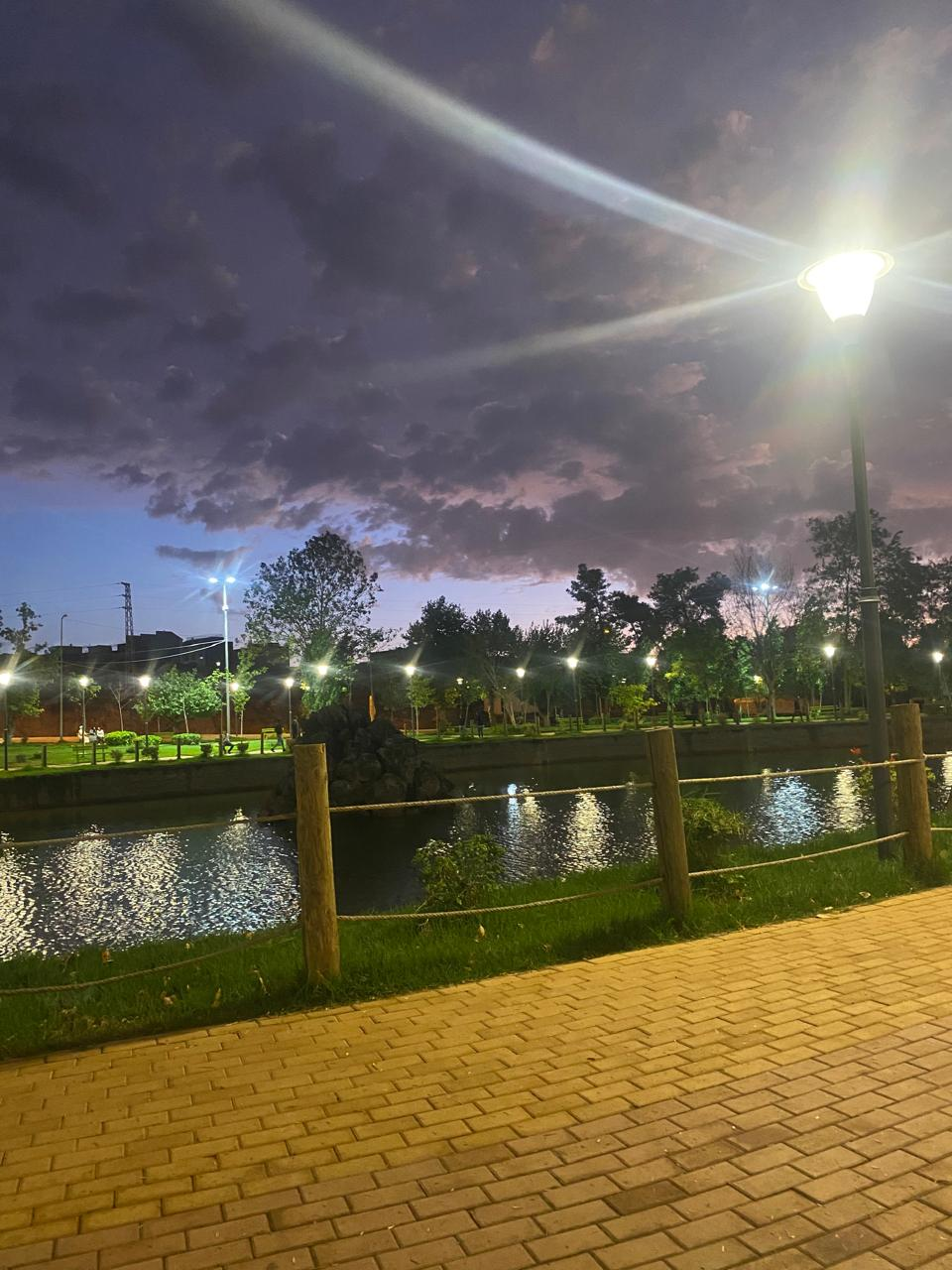
منتزه عين الذهيبة ليلا بالحاجب

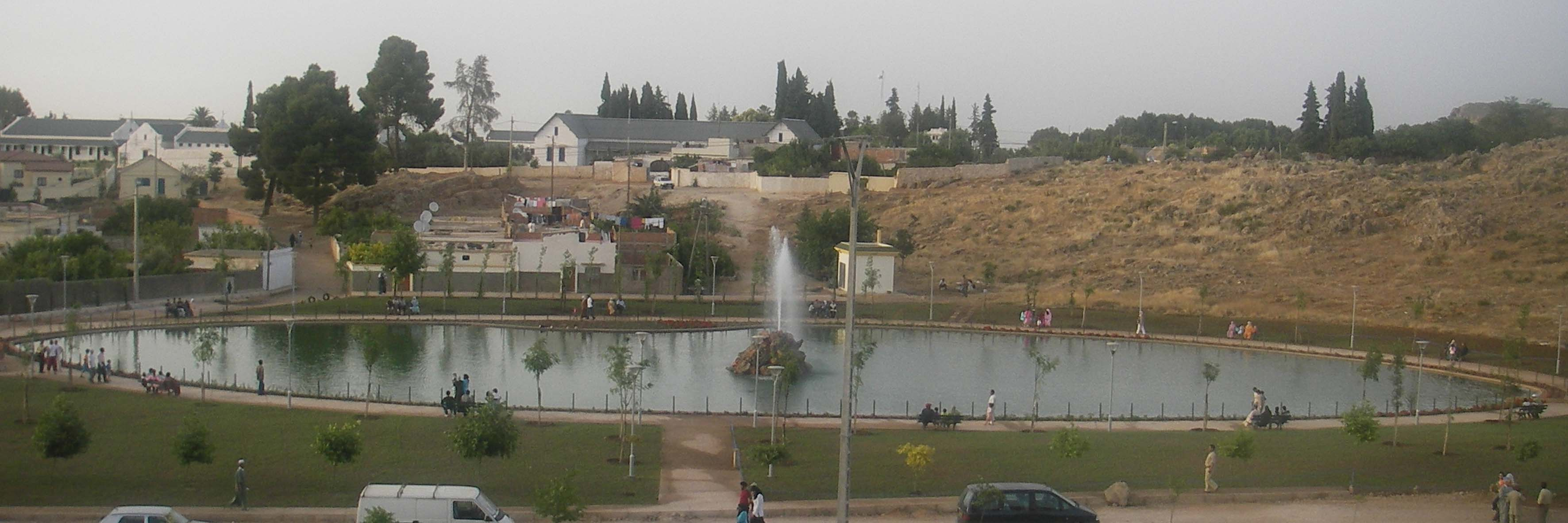
منتزه عين دهيبة

## الاحتلال الفرنسي
عند احتلال الموقع من طرف القوات الفرنسية في 1911، اكتسب الموقع أهمية كبرى في المراقبة السياسية والعسكرية لقبائل الأطلس المتوسط، التي استمرت في مقاومة الاستعمار إلى غاية ثلاثينات القرن العشرين. قامت الحماية الفرنسية بتقسيم منطقة قبيلة بني مطير إلى منطقتين، شمالية (تحت امرأة القايد حدو نهموشة) وجنوبية (عين على رأسها القايد إدريس أورحو).[8]
| صورة |      | اسم                 | مدينة  | الإحداثيات                    | رقم                          |
|      | صورة | محيط القصبة بالحاجب | الحاجب | 33°41'14.575"N, 5°22'17.486"W | pc_architecture/sanae:410035 |
|      | صورة | برج القصبة بالحاجب  | الحاجب | 33°41'14.575"N, 5°22'17.486"W | pc_architecture/sanae:050018 |
|      | صورة | قصبة الحاجب         | الحاجب | 33°41'14.575"N, 5°22'17.486"W | pc_architecture/sanae:190008 |
|      | صورة | باب قصبة الحاجب     | الحاجب | 33°41'14.575"N, 5°22'17.486"W | pc_architecture/sanae:390055 |